# Le Syndicat
Le Syndicat település Franciaországban, Vosges megyében. Lakosainak száma 1859 fő (2022. január 1.). Le Syndicat Saint-Amé, Cleurie, Dommartin-lès-Remiremont, La Forge, Le Tholy és Vagney községekkel határos.

## Népesség
A település népességének változása:
| Lakosok száma | 1929 | 1925 | 1956 | 1898 | 1885 | 1884 | 1887 | 1876 | 1859 |
|               | 2013 | 2015 | 2016 | 2017 | 2018 | 2019 | 2020 | 2021 | 2022 |